# Xã Washington, Quận Johnson, Iowa
Xã Washington (tiếng Anh: Washington Township) là một xã thuộc quận Johnson, tiểu bang Iowa, Hoa Kỳ. Năm 2010, dân số của xã này là 1.200 người.